# Borofè

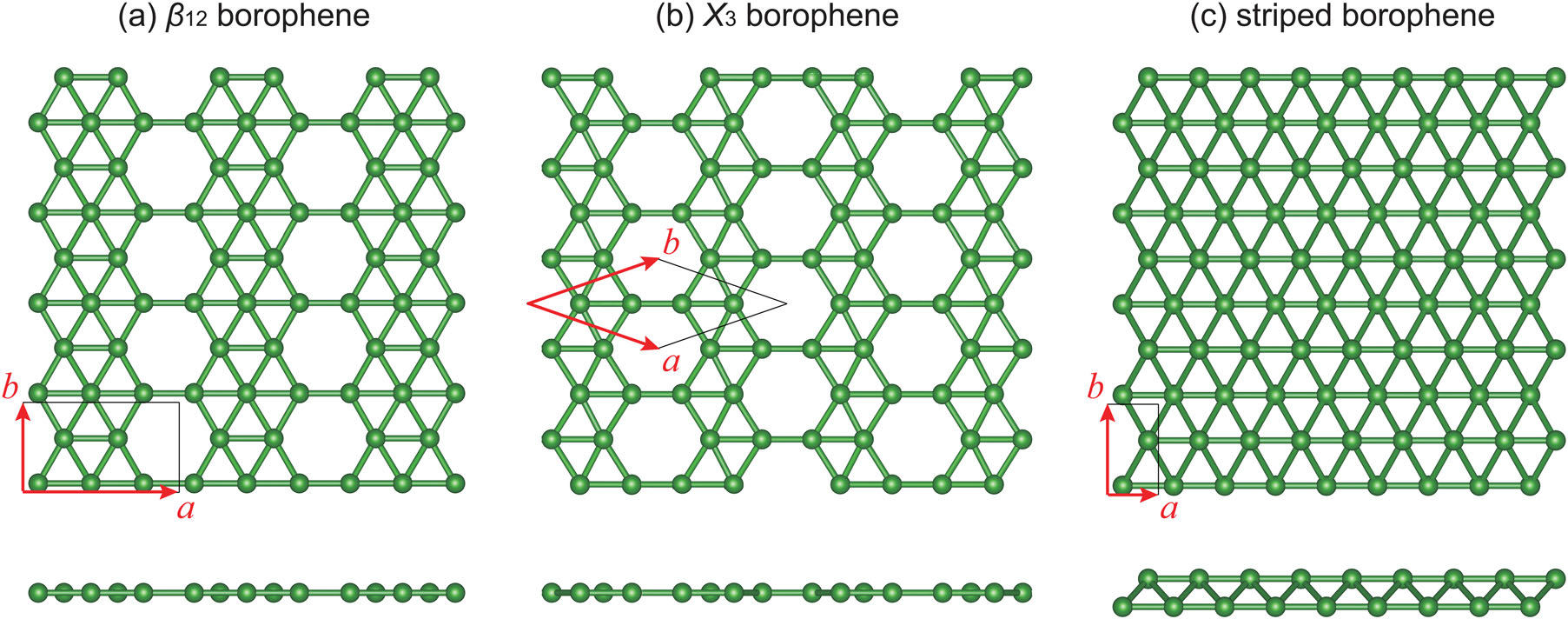
Estructures cristal·lines de borofè obtingudes experimentalment

El borofè és un al·lòtrop bidimensional del bor format per capes d'un o dos àtoms de gruix. La seva existència es va predir teòricament a mitjans de la dècada de 1990, i diferents estructures es van confirmar experimentalment el 2015.